# Topochemie
Topochemie ist ein Zweig der physikalischen Chemie, der sich mit Reaktionen befasst, die an oder in festen Stoffen ablaufen, während gewöhnliche chemische Reaktionen in flüssigen oder gasförmigen Phasen ablaufen. 1919 wurde der Begriff topochemische Reaktion von Volkmar Kohlschütter geprägt.
Topochemische Reaktionen laufen ab bei der Katalyse, der Festphasen-Polymerisation, der Photodi- und -polymerisation kristalliner Zimtsäuren und verwandter Systeme, bei der Bildung von Einschlussverbindungen, bei Reaktionen in einer Matrix, beim Abbinden von Gips und Zement, beim Sintern, bei der Korrosion, bei Enzymreaktionen an Peptiden sowie bei Rezeptor-Vorgängen (Fixierung von Arzneistoffen). Der Prozess der Knochenbildung kann als topochemische Reaktion verstanden werden. Entscheidende Prozesse der präbiologischen Evolution sollen an festen Oberflächen (z. B. an Ton) stattgefunden haben.
Topotaktische Reaktionen sind chemische Reaktionen,  die zu einem neuen Material mit Kristallanordnungen führt, welche im Zusammenhang mit den Orientierungen am Ausgangsprodukt, also der ursprünglichen festen Phase, stehen.